# Vir (género)
Vir es un género de camarón de agua salada perteneciente a la familia Palaemonidae.

## Especies
Este género contiene las siguientes especies:
- Vir colemani Bruce, 2003
- Vir euphyllius Marin & Anker, 2005
- Vir longidactylusa Marin, 2008
- Vir orientalis Dana, 1852
- Vir philippinensis Bruce & Svoboda, 1984
- Vir smiti Fransen & Holthuis, 2007